# Olympische Sommerspiele 2016/Kanu – Einer-Canadier 1000 m (Männer)
Der Kanuwettbewerb im Einer-Canadier 1000 Meter der Männer (Kurzbezeichnung: C1 1000) bei den Olympischen Spielen 2016 in Rio de Janeiro wurde vom 15. bis 16. August 2016 in der Lagoa Rodrigo de Freitas ausgetragen. 19 Athleten aus 19 Nationen nahmen an dem Wettkampf teil. 
Zunächst wurden dabei drei Vorläufe ausgetragen, bei denen sich der jeweilige Gewinner direkt für das A-Finale qualifizierte. Alle anderen Athleten mussten noch einmal im Halbfinale an den Start gehen. In beiden Läufen erreichten die ersten beiden Athleten die Berechtigung für eine Teilnahme am A-Finale, hinzu kam der zeitschnellste Athlet aus beiden Läufen, der sich bis dato noch nicht für das A-Finale qualifiziert hatte. Die folgenden vier Athleten jedes Laufs starteten im B-Finale, wo die Positionen neun bis sechzehn gefahren wurde. 
Serghei Tarnovschi wurde zwei Tage nach dem Finallauf des Dopings überführt. Bis zum Abschluss des Rechtsverfahrens durfte er die Medaille allerdings behalten. Schließlich bestätigte der Internationale Sportgerichtshof am 11. Juli 2017 die Entscheidung des Kanu-Weltverbandes, womit er disqualifiziert wurde und die Medaille abgeben musste. Somit rückte Ilja Schtokalow auf den dritten Platz nach.

## Titelträger
| Olympiasieger | Sebastian Brendel | London 2012  |
| Weltmeister   | Sebastian Brendel | Mailand 2015 |

## Zeitplan
- Vorläufe: 15. August 2016, 8:00 Uhr (Ortszeit)
- Halbfinale: 15. August 2016, 10:30 Uhr (Ortszeit)
- Finale: 16. August 2016, 9:00 Uhr (Ortszeit)

## Vorläufe

### Lauf 1
| Platz | Kanute            | Nation      | Zeit         | Bemerkung  |
| ----- | ----------------- | ----------- | ------------ | ---------- |
| 1     | Sebastian Brendel | Deutschland | 3:58,044 min | A-Finale   |
| 2     | Tomasz Kaczor     | Polen       | 3:59,928 min | Halbfinale |
| 3     | Henrik Vasbányai  | Ungarn      | 4:01,953 min | Halbfinale |
| 4     | Dagnis Iļjins     | Lettland    | 4:11,766 min | Halbfinale |
| 5     | Vincent Farkaš    | Slowakei    | 4:12,295 min | Halbfinale |
| 6     | Martin Marinow    | Australien  | 4:33,166 min | Halbfinale |
| 7     | Mussa Chamaune    | Mosambik    | 5:00,454 min | Halbfinale |

### Lauf 2
| Platz | Kanute                   | Nation                | Zeit         | Bemerkung  |
| ----- | ------------------------ | --------------------- | ------------ | ---------- |
| 1     | Isaquias Queiroz         | Brasilien             | 3:59,615 min | A-Finale   |
| 2     | Martin Fuksa             | Tschechien            | 4:01,492 min | Halbfinale |
| 3     | Ilja Schtokalow          | Russland              | 4:02,626 min | Halbfinale |
| 4     | Carlo Tacchini           | Italien               | 4:04,697 min | Halbfinale |
| 5     | Adrien Bart              | Frankreich            | 4:10,043 min | Halbfinale |
| 6     | Buly da Conceição Triste | São Tomé und Príncipe | 4:54,516 min | Halbfinale |

### Lauf 3
| Platz | Kanute             | Nation     | Zeit         | Bemerkung  |
| ----- | ------------------ | ---------- | ------------ | ---------- |
| 1     | Serghei Tarnovschi | Moldau     | 4:05,193 min | A-Finale   |
| 2     | Gerasim Kochnev    | Usbekistan | 4:08,127 min | Halbfinale |
| 3     | Mark Oldershaw     | Kanada     | 4:13,600 min | Halbfinale |
| 4     | Pawlo Altuchow     | Ukraine    | 4:19,361 min | Halbfinale |
| 5     | Angel Kodinow      | Bulgarien  | 4:27,904 min | Halbfinale |
| 6     | Timur Khaidarov    | Kasachstan | 5:30,030 min | Halbfinale |

## Halbfinale

### Lauf 1
| Platz | Kanute          | Nation     | Zeit         | Bemerkung     |
| ----- | --------------- | ---------- | ------------ | ------------- |
| 1     | Ilja Schtokalow | Russland   | 3:58,259 min | A-Finale      |
| 2     | Pawlo Altuchow  | Ukraine    | 3:58,574 min | A-Finale      |
| 3     | Gerasim Kochnev | Usbekistan | 3:59,489 min | A-Finale      |
| 4     | Tomasz Kaczor   | Polen      | 3:59,836 min | B-Finale      |
| 5     | Adrien Bart     | Frankreich | 4:08,593 min | B-Finale      |
| 6     | Dagnis Iļjins   | Lettland   | 4:20,181 min | B-Finale      |
| 7     | Martin Marinow  | Australien | 4:24,723 min | B-Finale      |
| 8     | Timur Khaidarov | Kasachstan | 5:33,919 min | ausgeschieden |

### Lauf 2
| Platz | Kanute                   | Nation                | Zeit         | Bemerkung     |
| ----- | ------------------------ | --------------------- | ------------ | ------------- |
| 1     | Martin Fuksa             | Tschechien            | 4:01,793 min | A-Finale      |
| 2     | Carlo Tacchini           | Italien               | 4:02,461 min | A-Finale      |
| 3     | Henrik Vasbányai         | Ungarn                | 4:03,113 min | B-Finale      |
| 4     | Mark Oldershaw           | Kanada                | 4:03,493 min | B-Finale      |
| 5     | Vincent Farkaš           | Slowakei              | 4:19,084 min | B-Finale      |
| 6     | Angel Kodinow            | Bulgarien             | 4:30,574 min | B-Finale      |
| 7     | Buly da Conceição Triste | São Tomé und Príncipe | 4:46,396 min | ausgeschieden |
| 8     | Mussa Chamaune           | Mosambik              | 5:07,281 min | ausgeschieden |

## Finale

### B-Finale
Anmerkung: Gefahren wurde hier um die Platz neun bis sechzehn, das heißt, der Sieger des B-Finales Tomasz Kaczor wurde insgesamt Neunter usw.
| Platz | Kanute           | Nation     | Zeit         |
| ----- | ---------------- | ---------- | ------------ |
| 1     | Tomasz Kaczor    | Polen      | 3:59,350 min |
| 2     | Adrien Bart      | Frankreich | 4:00,911 min |
| 3     | Vincent Farkaš   | Slowakei   | 4:04,013 min |
| 4     | Mark Oldershaw   | Kanada     | 4:06,972 min |
| 5     | Dagnis Iļjins    | Lettland   | 4:10,084 min |
| 6     | Angel Kodinow    | Bulgarien  | 4:10,102 min |
| 7     | Martin Marinow   | Australien | 4:15,524 min |
| 8     | Henrik Vasbányai | Ungarn     | DSQ          |

### A-Finale
| Platz | Kanute             | Nation      | Zeit         | Bemerkung                    |
| ----- | ------------------ | ----------- | ------------ | ---------------------------- |
| 1     | Sebastian Brendel  | Deutschland | 3:56,926 min |                              |
| 2     | Isaquias Queiroz   | Brasilien   | 3:58,529 min |                              |
| 3     | Serghei Tarnovschi | Moldau      | 4:00,852 min | nachträglich disqualifiziert |
| 4     | Ilja Schtokalow    | Russland    | 4:00,963 min |                              |
| 5     | Pawlo Altuchow     | Ukraine     | 4:01,587 min |                              |
| 6     | Martin Fuksa       | Tschechien  | 4:03,322 min |                              |
| 7     | Gerasim Kochnev    | Usbekistan  | 4:04,205 min |                              |
| 8     | Carlo Tacchini     | Italien     | 4:15,368 min |                              |